# Leszek Sołonowicz

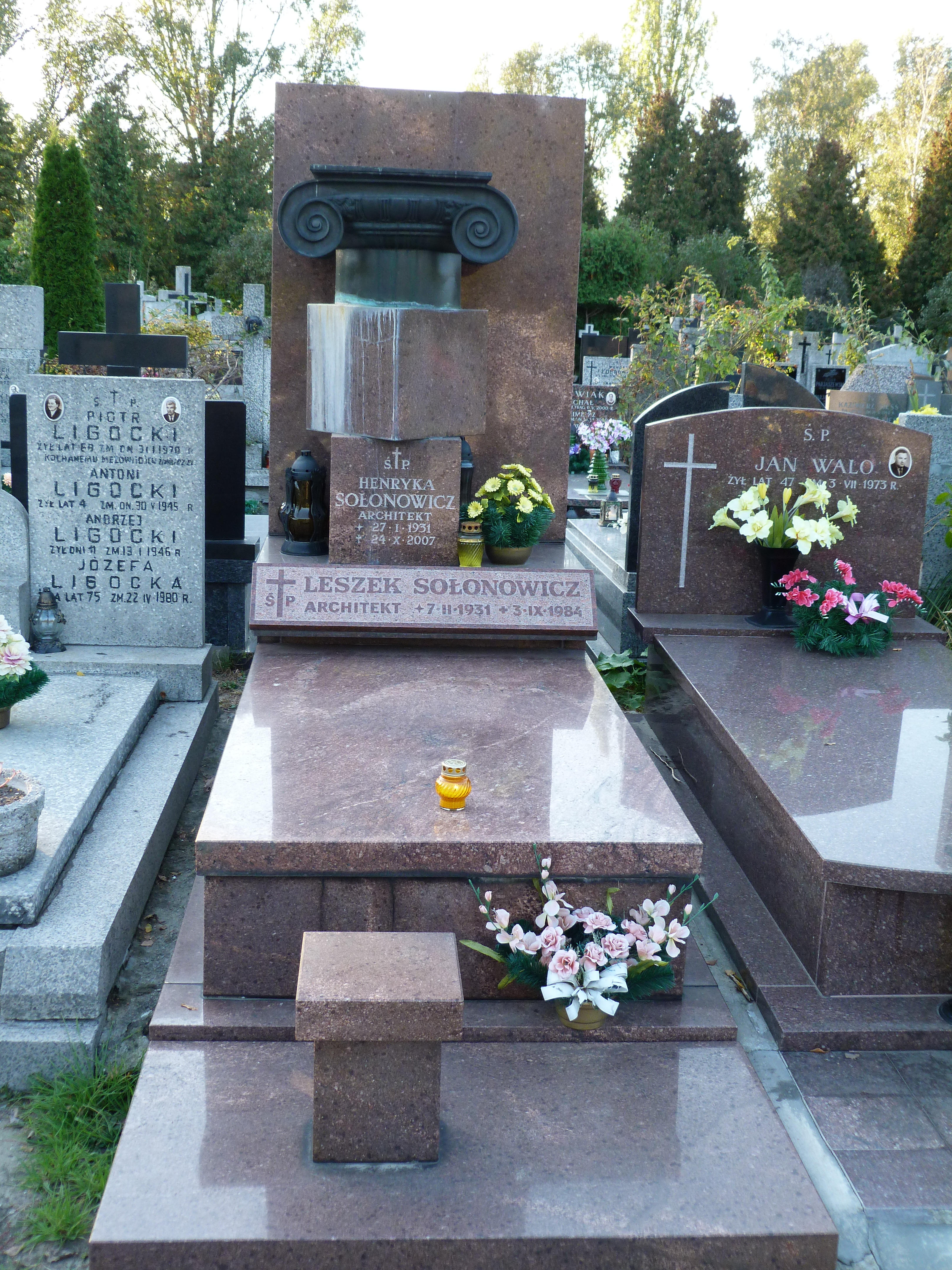
Grobowiec Henryki i Leszka Sołonowiczów na cmentarzu Bródnowskim w Warszawie

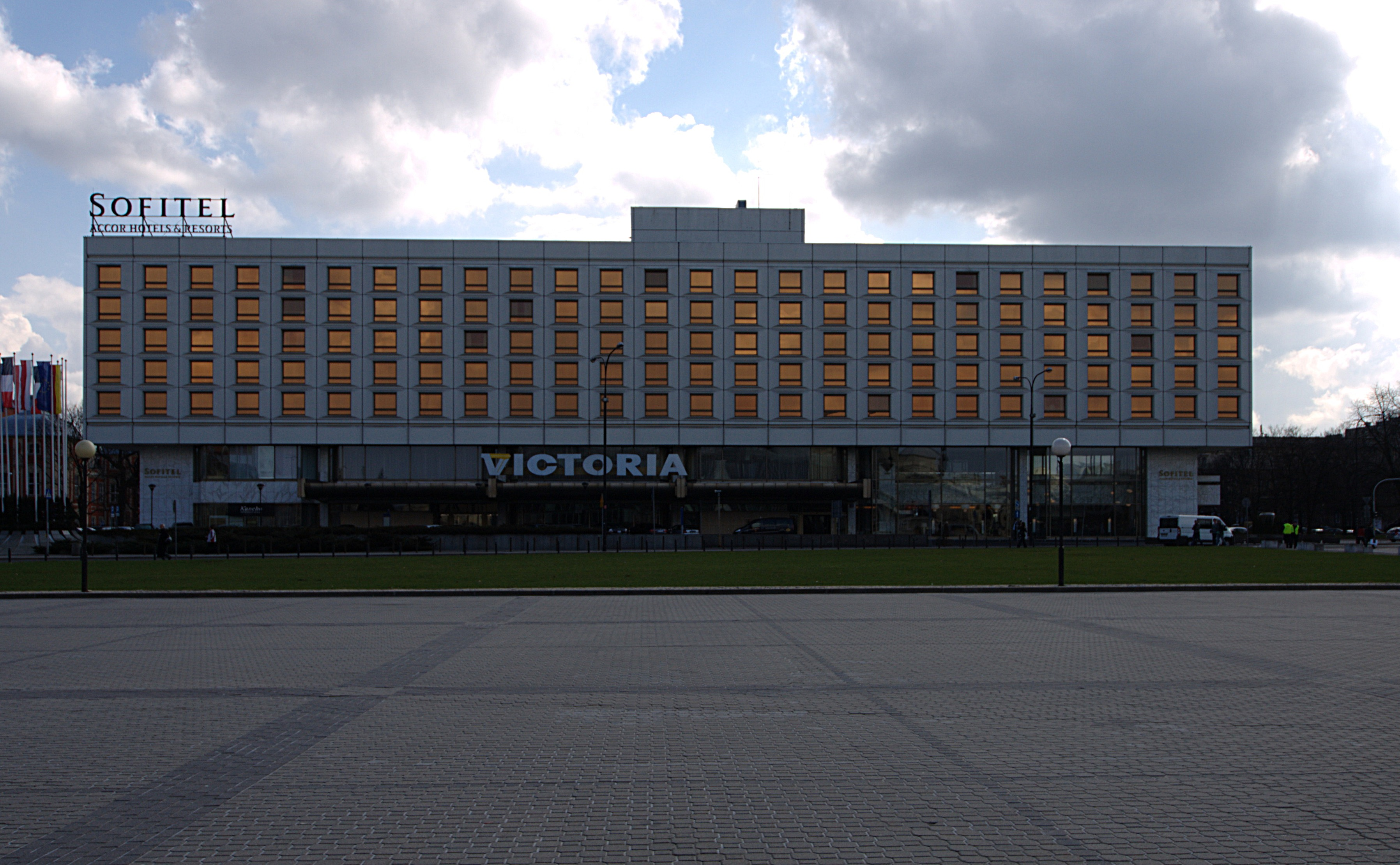
Hotel Sofitel Victoria proj. L. Sołonowicza i Z. Pawelskiego

Leszek Romuald Sołonowicz (ur. 7 lutego 1931 w Legionowie, zm. 3 września 1984 w Przybiernowie) – polski architekt tworzący w Polsce i Zjednoczonych Emiratach Arabskich.

## Życiorys
Studiował na Wydziale Architektury Politechniki Gdańskiej, a następnie na Politechnice Warszawskiej, gdzie w 1957 obronił dyplom. Rok później jego projekt budynków mieszkalnych dla kombinatów PGR zajął drugie miejsce na ogólnopolskim konkursie architektonicznym. Brał udział w pracach zespołów architektonicznych, z którymi projektował m.in.
- osiedle Praga I (1962),
- warszawski Yacht Club (z Henryką Sołonowicz i Stanisławem Solarskim),
- Klub Stodoła (1972),
- Dom Książki Uniwersus (1974-76),
- hotel Victoria (1976).

W 1977 wyjechał na kontrakt do Zjednoczonych Emiratów Arabskich, gdzie projektował obiekty użyteczności publicznej i mieszkaniowe. Do jego tamtejszych osiągnięć należy zaliczyć projekty centrów handlowych, meczetów, ambasady, zespołu pałacowego szejka, rezydencji prywatnych i bloków mieszkalnych. Zmarł nagle podczas pobytu w Polsce, pochowany na cmentarzu Bródnowskim (kw. 91B-1-28).